# سكوت دافي
سكوت دافي (بالإنجليزية: Scott Davie)‏ (15 فبراير 1940 في أستراليا - ) هو لاعب كرة سلة أسترالي في مركز مدافع مسدد الهدف، شارك في الألعاب الأولمبية الصيفية 1964.

## وصلات خارجية
- سكوت دافي على موقع الاتحاد الدولي لكرة السلة (الإنجليزية)
- سكوت دافي على موقع الاتحاد الدولي لكرة السلة (الإنجليزية)
- سكوت دافي على موقع سبورتس رفرنس (الإنجليزية)
- سكوت دافي على موقع أوليمبيديا (الإنجليزية)
- سكوت دافي على موقع اللجنة الأولمبية الأسترالية (الإنجليزية)